# Karl Stoiber
Karl Stoiber (ur. 13 października 1907 w Wiedniu, zm. 12 grudnia 1994 w Stockerau) – austriacki piłkarz występujący na pozycji napastnika, reprezentant Austrii w latach 1928–1936.

## Kariera klubowa
Grę w piłkę nożną rozpoczął w 1923 roku w Admirze Wiedeń. W 1926 roku trener Hans Kozourek włączył go do kadry pierwszego zespołu. 3 czerwca 1926 Stoiber zadebiutował w 1. Lidze w wygranym 3:0 meczu z Wiener SC, w którym strzelił bramkę. W ciągu 16 kolejnych sezonów, które spędził w tym klubie, wywalczył on w jego barwach 7 tytułów mistrzowskich, a także dwukrotnie zdobył Puchar Austrii.
W 1934 roku Stoiber dotarł z Admirą Wiedeń do finału Pucharu Mitropa, gdzie jego zespół uległ w dwumeczu 4:7 AGC Bologna, a on sam strzelił gola w pierwszym spotkaniu. Po aneksji Austrii przez Rzeszę Niemiecką wywalczył z Admirą wicemistrzostwo Niemiec w sezonie 1939, przegrywając w meczu finałowym 0:9 z FC Schalke 04.
W 1940 roku, z powodu problemów finansowych Admiry Wiedeń, Stoiber zawiesił karierę. W 1941 roku rozpoczął grę w drugoligowym Wiener AC. W sezonie 1941/42 wygrał ze swoim klubem grupę B 1. Klasse Wien i po fazie play-off awansował do austriackiej ekstraklasy. W 1946 roku Stoiber na krótko powrócił do Admiry. W latach 1946–1951 występował w amatorskich zespołach z Wiednia, kolejno: Austrii Jedlesse, SR Donaufeld, SC Shell, 1. Floridsdorfer SC oraz SC Konsum.

## Kariera reprezentacyjna
1 kwietnia 1928 zadebiutował w reprezentacji Austrii w przegranym 0:1 meczu towarzyskim z Czechosłowacją, rozegranym w Wiedniu. W październiku 1929 roku w spotkaniu przeciwko Szwajcarii w Bernie (3:1) zdobył pierwszą bramkę w drużynie narodowej. Ogółem w latach 1928–1936 rozegrał w reprezentacji 6 meczów, w których strzelił 2 gole.

### Bramki w reprezentacji
| LP | Data                 | Miejsce                | Przeciwnik | Bramka | Rezultat | Ranga meczu     |
| -- | -------------------- | ---------------------- | ---------- | ------ | -------- | --------------- |
| 1. | 27 października 1929 | Wankdorfstadion, Berno | Szwajcaria | 1:0    | 3:1      | Mecz towarzyski |
| 2. | 12 maja 1935         | Praterstadion, Wiedeń  | Polska     | 1:0    | 5:2      | Mecz towarzyski |

## Sukcesy
Admira Wiedeń
- mistrzostwo Austrii: 1926/27, 1927/28, 1931/32, 1933/34, 1935/36, 1936/37, 1938/39
- Puchar Austrii: 1927/28, 1933/34

## Uwaga
1. ↑  Uwzględniono również mistrzostwa Niemiec 1939: 8 (5)